# Campeonato Norueguês de Futebol de 1987 — 1.ª Divisão Masculina
A primeira divisão norueguesa masculina de 1987 foi inaugurada em 2 de Maio e terminou em 10 de Outubro.
Teve a participação de 12 equipes, disputando o campeonato em formato de pontos corridos, fazendo com que cada equipe disputasse 22 partidas ao fim do campeonato. Pela primeira vez no campeonato, cada vitória valia três pontos, ao passo que cada derrota acumluva nenhum ponto como de costume. Entretanto, com uma regra inovadora, os empates levavam a uma disputa por pênaltis, com dois pontos para a equipe vencedora e um para a derrotada. Esta regra somente foi utilizada neste ano. Na repescagem, a regra não foi utilizada. Os dois últimos classificados foram automaticamente despromovidos. Os dois melhores colocados de cada grupo da segunda divisão deste ano foram automaticamente promovidos, enquanto o décimo colocado disputou série de repescagens contra os dois segundos colocados dos grupos da segunda divisão. 
O campeão ao final foi o Moss.

## Classificação final
| Cl. | Equipe          | J  | V  | Evp | Edp | D  | GM | GS  | Pts. |
| --- | --------------- | -- | -- | --- | --- | -- | -- | --- | ---- |
| 1   | Moss            | 22 | 13 | 2   | 1   | 6  | 44 | -30 | 44   |
| 2   | Molde           | 22 | 11 | 3   | 2   | 6  | 27 | -20 | 41   |
| 3   | Kongsvinger     | 22 | 9  | 4   | 4   | 5  | 32 | -22 | 39   |
| 4   | Rosenborg       | 22 | 8  | 4   | 7   | 3  | 33 | -25 | 39   |
| 5   | Bryne           | 22 | 11 | 0   | 1   | 10 | 32 | -27 | 34   |
| 6   | Tromsø          | 22 | 5  | 7   | 2   | 8  | 19 | -31 | 31   |
| 7   | Vålerenga       | 22 | 8  | 1   | 4   | 9  | 26 | -27 | 30   |
| 8   | Brann           | 22 | 7  | 3   | 3   | 9  | 25 | -28 | 30   |
| 9   | Lillestrøm      | 22 | 7  | 3   | 2   | 10 | 22 | -21 | 29   |
| 10  | Hamarkameratene | 22 | 7  | 3   | 2   | 10 | 27 | -34 | 29   |
| 11  | Mjøndalen       | 22 | 6  | 2   | 3   | 11 | 26 | -34 | 25   |
| 12  | Start           | 22 | 6  | 2   | 3   | 11 | 30 | -44 | 25   |

Cl.: Classificação final, J: Jogos disputados, V: Vitórias conquistadas, Evp: Empates com vitórias nos pênaltis, Edp: 
Empates com derrota nos pênaltis, D: Derrotas, GM: Golos marcados, GS: Golos sofridos, Pts.: Pontos ganhos

## Repescagem
- Lyn 0–1 Djerv 1919
- Hamarkameratene 1–1 Lyn
- Djerv 1919 3–0 Hamarkameratene 3–0